# 克扎諾維采

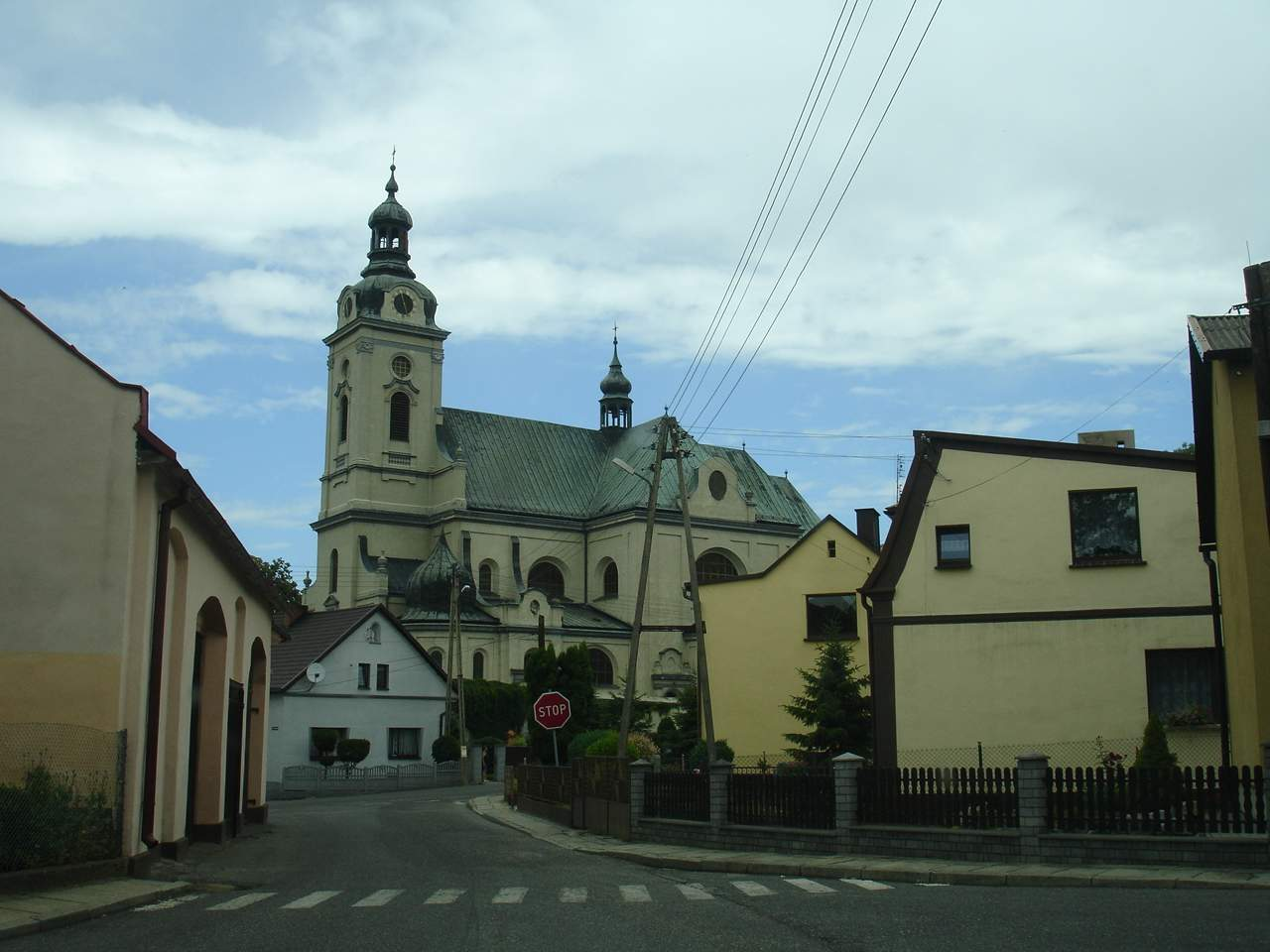

克扎諾維采（波蘭語：Krzanowice）是波蘭的城鎮，位於該國西南部，毗鄰與捷克接壤的邊境，由西里西亞省負責管轄，面積3.19平方公里，2006年人口2,207。第二次世界大戰期間，納粹德國在1936年至1945年期間佔領該鎮。
50°01′N 18°08′E / 50.017°N 18.133°E